# Saltiri d'Utrecht
El Saltiri d'Utrecht (Utrecht, Universiteitsbibliotheek, MS Bibl. Rhenotraiectinae I Nr 32.) és un saltiri il·luminat del segle IX que és una obra mestra clau de l'art carolingi ; probablement és el manuscrit més valuós dels Països Baixos . És famós per les seves 166 vívides il·lustracions a ploma que acompanyen cada salm i els altres textos del manuscrit.

## Descripció

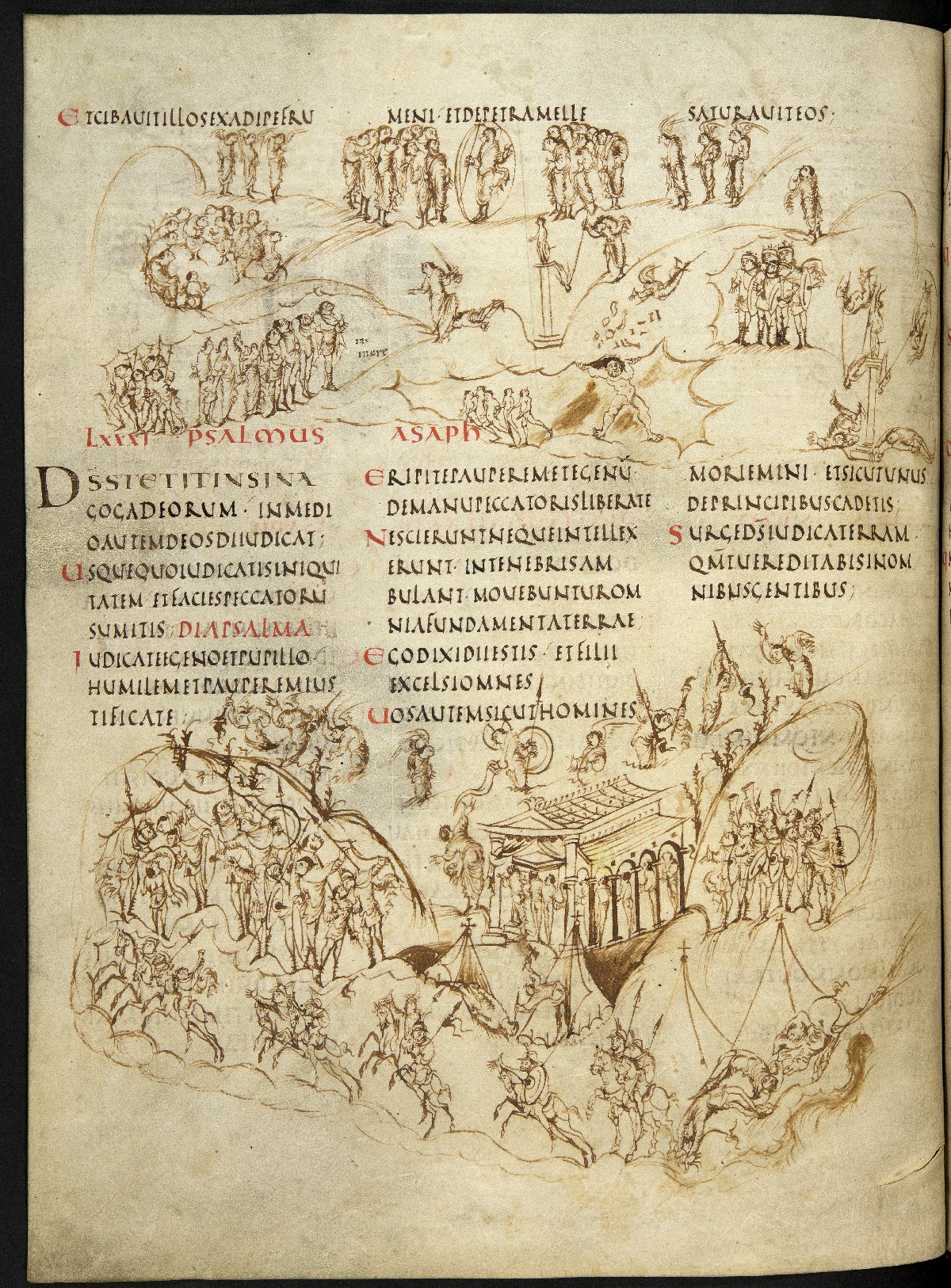
Inici del Salm 81

El propòsit precís d'aquestes il·lustracions i el grau de dependència que tenen de models anteriors han estat objecte de controvèrsia històrica de l'art. El salteri va passar el període comprès entre l'any 1000 i el 1640 a Anglaterra, on va tenir una profunda influència en l'art anglosaxó, donant lloc al que es coneix com a "estil d'Utrecht". Va ser copiat almenys tres vegades a l'Edat Mitjana . Una edició facsímil completa del salteri es va fer el 1875 , i una altra el 1984.
Els altres textos del llibre inclouen alguns càntics i himnes utilitzats en l'Ofici Diví, com ara diversos càntics, el Te Deum i el Credo d'Atanasi . Aquest darrer text va ser objecte d'un intens estudi per part de Thomas Duffus Hardy i altres després que l'interès acadèmic pel saltiri creixés al segle xix .

## Història i còpies

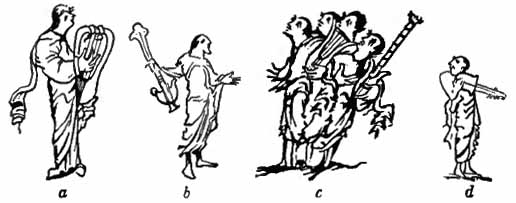
Una composició de quatre il·lustracions del "Salteri d'Utrecht", que mostra l'evolució del sitar fins a convertir-se en guitarra. Les imatges, d'esquerra a dreta, són del Salm 150, el Salm 42, el Salm 145 i el Salm 80.

El volum complet conté 108 fulles de vellut, d'una mida aproximada de 330 per 250 mm (13 per 10 polzades). Les pàgines estan formades per fascicles plegats de 8 pàgines  . Probablement hi havia com a mínim un retrat de l'autor de David al principi, i el text que es conserva comença amb una gran inicial entrellaçada en estil insular (pintura superior).